# 우익 사회주의
우익 사회주의(Right-wing socialism)는 시장 경제, 상업주의, 자유 방임, 내셔널리즘 등 우파적인 가치를 바탕으로 한 공동체주의를 의미한다. 사회주의란 수식어가 붙었지만, 사실상 개발성장주의와 내셔널리즘에 기반한 공동체주의나 마찬가지이기 때문에 쉽게 사회주의라고 보기는 어렵다.

## 분파

### 보수적 사회주의
19세기 당시엔 우익 사회주의는 다른 말로 '보수적 사회주의'라고도 불렸다. 보수적 사회주의란 말은 카를 마르크스가 그의 저서 『공산당 선언』에서 처음 등장했다. 카를 마르크스는 당시 자유주의가 확산됨에 따라 구 군주제 체제를 신봉하던 왕당파들의 일부가 자본주의의 대항마로 작용한 사회주의에 호감을 갖고, 사회주의 사상을 군주제의 그것과 일치시키려고 한 점을 알고 있었다. 일례로 클레멘스 폰 메테르니히 같은 경우는 자유주의와 식민지 내 민족주의 확산을 막기 위해서 사회주의란 사상을 군주제 유지에 이용하려고 한 적이 있다. 메테르니히의 봉건적 사회주의는 가부장제와 계급 협조, 수구주의, 중산층의 대중 독재 등을 혼합한, 사실상 사회주의의 탈을 쓴 공동체주의에 불과한 사상이었다.
이러한 봉건적 사회주의를 카를 마르크스는 자신의 저서 공산당 선언에서 반박하고, 사이비 사회주의로 규정했으며, 일부 사회주의자들은 보수적 사회주의를 비스마르크의 국가사회주의 정책도 포함해야 된다고 주장했다.

### 우익 기독교 사회주의
19세기 당시 유럽의 전역에서 일어난 노동자들의 반교권주의 투쟁은 로마 가톨릭교회 입장에서 매우 부담스러운 것이었다. 이에 따라 로마 교황청의 사제들은 반교권주의에 대항하고 기독교적 가부장제에 근거한 사회 복지주의를 강조했다. 이러한 사상은 로마 교황청에서 공식적으로, 또한 진지하게 논의될 정도였다.
프랑스의 알베르 드묑이란 개량적 사회주의자는 로마 가톨릭교회가 사회 개혁의 수단으로 작용할 수 있다는 점을 파악하여, 기독교 운동과 사회주의 운동의 결합을 시도하기도 했다. 독일의 개신교 사제인 아돌프 스토커의 경우는 기독교 사회주의 노동자당을 결성하기도 했다. 이들은 기독교가 가지고 있는 재산을 빈자에게 나눠주고 가난한 교회가 되어야 한다고 주장했다. 또한 사회 변혁의 원동력을 기독교에서 강조한 사랑과 신앙이라고 강조했다. 하지만 이러한 사회주의는 다분히 관념론적인 요소가 들어간 것이었고 계급 투쟁을 부정했다는 점에서 후일에 카를 마르크스의 공산당 선언에서 사이비 사회주의라고 규정된다.

### 파시즘
초기 파시즘은 반-자유주의, 반-자본주의, 반-마르크스주의, 반-민주주의 등 대중독재를 주장한 사상이었다. 이러한 사회주의는 조르주 소렐의 우파적 조합주의를 기반으로 한 것이었다. 이러한 개념은 후에 무솔리니에 의해 후기 파시즘을 파생시켰고, 민족사회주의의 사상적 기원이 되기도 한다.

### 일본의 낭만적 국가지상-사회주의
20세기 초반에 활동했던 기타 잇키는 우익 낭만주의와 국가주의, 민족주의, 할 드레퍼의 사회주의를 결합시켜 파쇼적인 사회주의 사상을 만들었다. 이런 그의 사상은 그의 저서 『국체론 및 순정 사회주의』에서 확인해볼 수 있다. 그의 사상은 계급 협조와 공동체주의, 제국주의의 사회철학인 사회 진화론과 일본식 민족주의에 기반한다. 따라서 그의 사회주의는 카를 마르크스를 비롯한 일련의 과학적 사회주의자들, 그리고 공상적 사회주의자들이 주장한 정통 사회주의랑 다른 것이었다. 후일에 기타 잇키의 사상은 2.26사건을 주도한 황도파 군 장군들의 보편적인 사상이 됐다.

### 오스트리아 우익 사회주의
경제적 자유방임주의, 공동체주의, 전통주의 등을 혼합한 우익 사회주의이다. 사실상 마찬가지로 사회주의라는 수식어가 붙었지만 사실상 공동체주의를 강조한 경제적 자유주의라는 점에서 여기서 말하는 사회주의는 공동체주의를 의미한다고 볼 수 있다.

## 같이 보기
- 민족사회주의
- 드골주의
- 페론주의
- 반교권주의